# ボルドー
ボルドー（Bordeaux）は、フランス南西部の中心的な都市。ヌーヴェル＝アキテーヌ地域圏の首府、ジロンド県の県庁所在地。アキテーヌ公国の首府だった。

## 概要
ガロンヌ川の湾曲部に面した歴史的な港町。市街地は古くから左岸（南岸）に沿って三日月形に形成され、月の港と呼ばれる。
ボルドーワインの集散地として世界的に有名。
- 市の中心部および南側へかけては旧市街地であり、18世紀に城壁を取り壊し近代化の手が入ったが、狭くてまがった古い通りを多く残している[3]。
- 市中心部のすぐ北側には、18〜19世紀の都市計画による大通りがある。

### 世界遺産
2007年にボルドーの市街区域1810ヘクタールが世界遺産に登録された。
- 歴史に配慮したガロンヌ河岸の歩行者空間拡充と一体となった近年の再開発[4]、歴史的な都市計画によって生まれた調和のある街並みなども評価された。

## 地理

### 位置

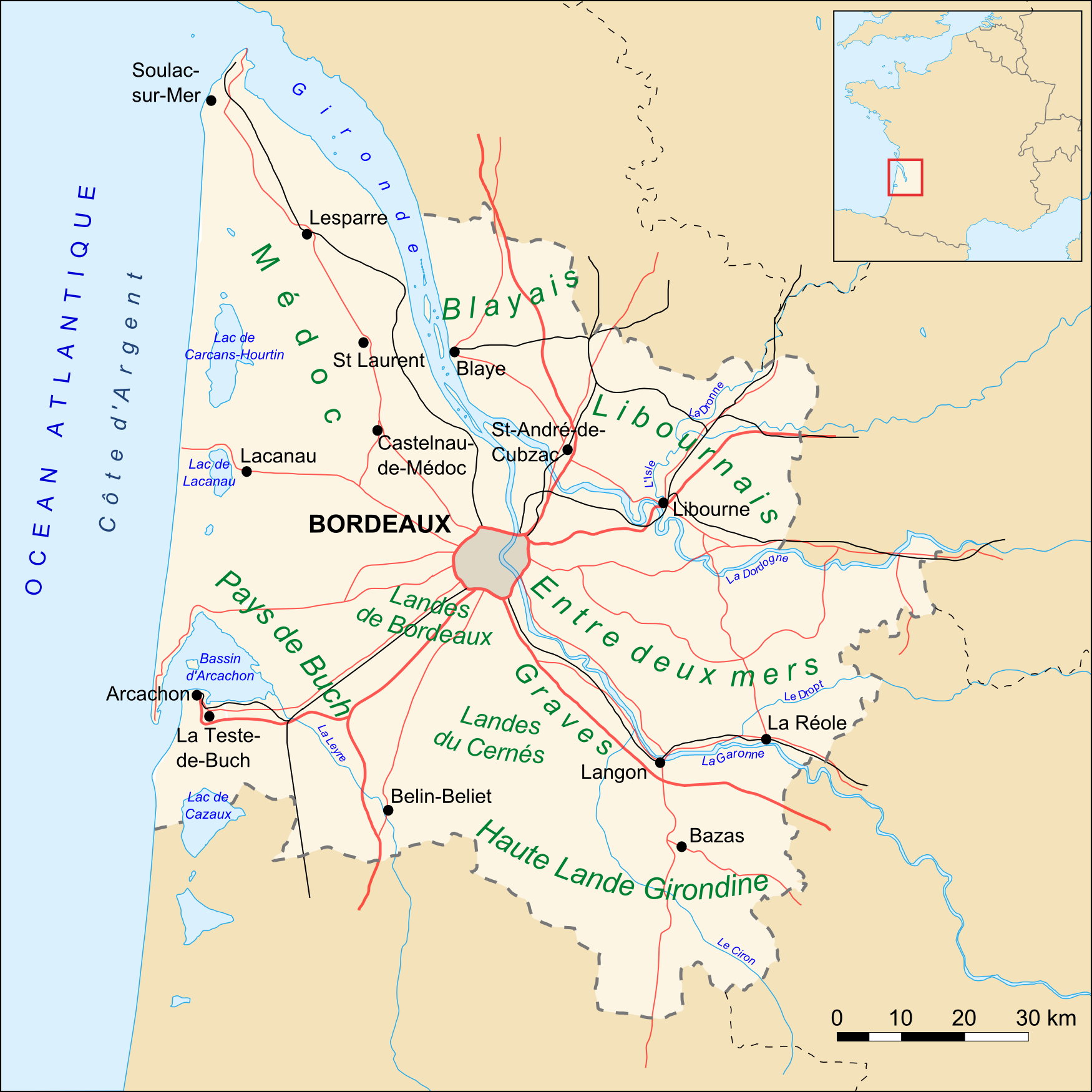
ジロンド県におけるボルドー

ボルドーはフランス南西部の大西洋の近くに位置する。
直線距離でパリから498km、ポーから172km、トゥールーズから220km、ビアリッツから170km、サン・セバスティアン（スペイン）から201km、アルカションから51kmの地点に位置する。

### 概論
街をガロンヌ川が横切っている。港町であり外洋船舶が接岸可能である。ボルドーにはガロンヌ川最下流の橋であるアキテーヌ橋(fr:pont d'Aquitaine)がある。

#### 中心市街地開発
都市圏は急速に発展し、特に西方で強度のスプロール現象をもたらした。この現象は、特に、ボルドー都市圏の住居が3階建てを越えることがほとんどなく、その上、4階建ては市街地中心部に隣接した城郭外に存在するという事実と結びついている。
1960〜1970年代に中心市街地のメリアデック(Mériadeck)地区の改造が行われ、自動車道路を除き地盤が嵩上げされ、歩行者は広く緩やかな階段でその地盤面へ登り降りする。地区内の一部に自動車道路が通るが、歩行者のために階段の無い歩道が設けられ自動車道路を立体交差で渡ることができ、人と自動車との通行は分離されている。この地区を除けば、歩行者が高低差を階段で登り降りする場所はボルドーには見当たらない。
2000年代初頭から、新たな中心市街地再開発が始まり、伝統重視、交通政策見直し（トラムの復活など）により大きく変貌した。

#### 隣接コミューン
- 北 ブランクフォール(Blanquefort)
- 北東 ロルモン(Lormont)
- 東 スノン(Cenon)
- 南東 ベグル(Bègles)
- 南 タランス(Talence)
- 南西 ペサック(Pessac)
- 西 メリニャック(Mérignac)
- 北西 ル・ブスカ(Le Bouscat)

### 地質と地形

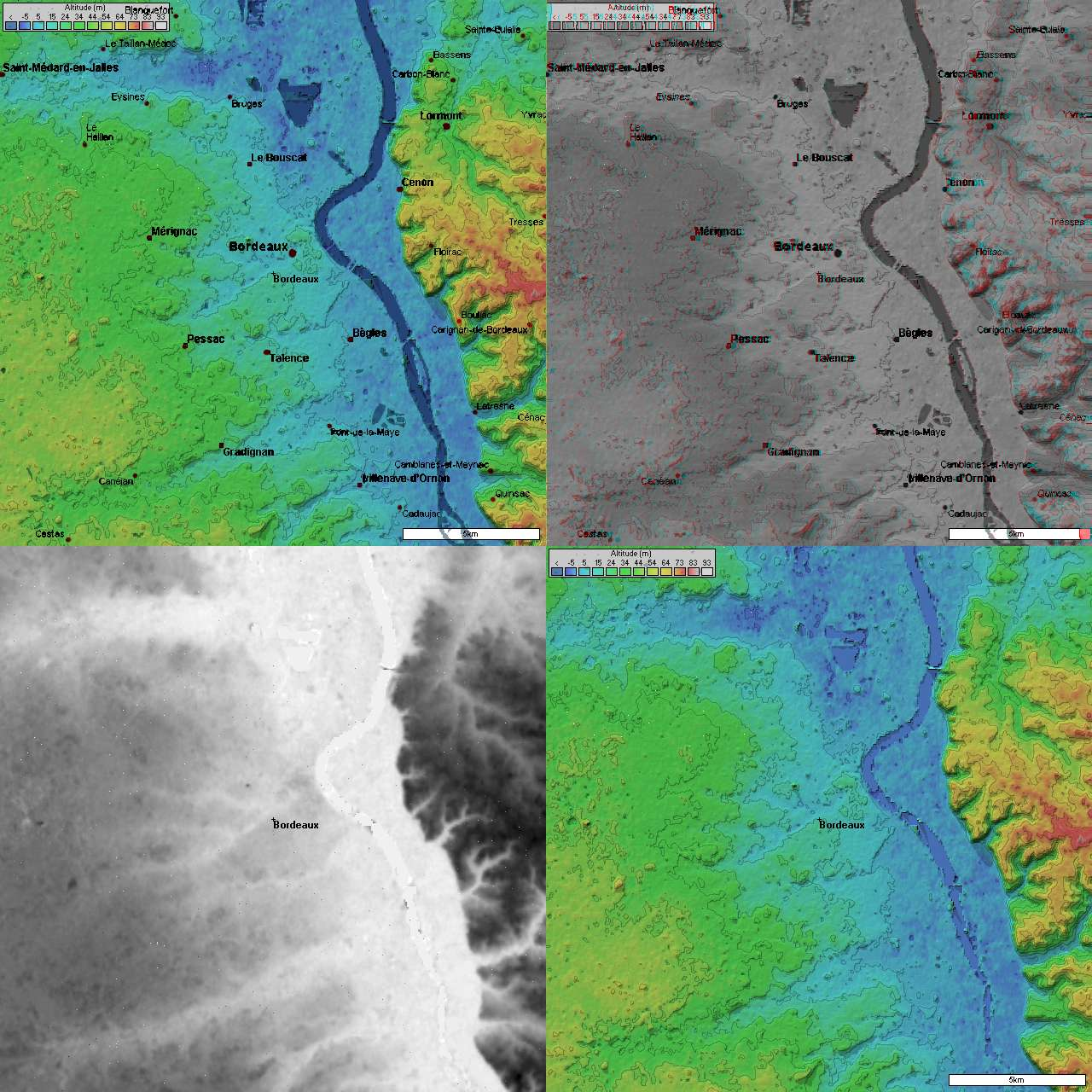
ボルドーの地形

ボルドー市街地の大部分が位置するガロンヌ川左岸は、ボルドー湖(Bordeaux-Lac)周辺のように多くの場合湿地である大平原を構成する。いくつかの丘があるにもかかわらず、左岸の平均標高は低い。この草原は主に砂利(gravier)が堆積したものである。
都市圏西部はランド砂平野(plaine sableuse des Landes、fr:Landes de Bordeaux)上に一部重なる。そこでは土壌はやせ、水を透過し、熱を容易に貯蔵する。その土壌は完全にブドウ栽培に適合している。ボルドーの街は地質面で極めて類似するメドック（下流）とグラーヴ（上流）の間に位置する。
ガロンヌ川右岸は平原から石灰岩台地にかわるので、全く違う様相である。標高は崖で90m近く上昇する。この台地上には、世界で最も高いワインを産するサン＝テミリオン、ポムロール、フロンサックといった世界的ブドウ園が、ボルドーから約20kmにわたって存在する。

### 気候
アキテーヌの気候は海洋性であり、冬はとても穏やかで、夏は暑いボルドーの特徴に表れている。降水は頻繁にあり、年間820mmの降水量が多い年で年150日、一年を通じて降る。夏には降水は暑さによる雷雨によって頻繁になる。1883年7月、フランスで最も多くかつてない30分間降水量を記録した降雨が、ボルドーで観測された。
平均気温は1月の6.4℃から8月の20.9℃で、年間平均気温は13.3℃である。ボルドーでは夏に15〜20日程度、気温が摂氏30度を超える日がある。最高気温は2003年夏に観測され、摂氏41度に達した。その夏、気温が摂氏35度を超える日が過去最高の12日間続いた。
ボルドーはしばしば年間2000時間を越えて2200時間にも達する沿岸部の長い日照時間の恩恵を享受している。
ボルドーは1985年と1987年の厳冬、そして1988年から1992年にかけての乾燥でも知られる。より最近では、2002年から2005年の深刻な乾燥で知られている。
ボルドーは1892年8月16日観測の41.9度の最高記録気温と、1985年1月16日観測の-16.4度の最低記録気温と言った記録を持ち、Cfb(西岸海洋性気候)の気候区分に属する。年平均気温は13.3度である。
| ボルドー・メリニャック (1971-2000)の気候 | ボルドー・メリニャック (1971-2000)の気候 | ボルドー・メリニャック (1971-2000)の気候 | ボルドー・メリニャック (1971-2000)の気候 | ボルドー・メリニャック (1971-2000)の気候 | ボルドー・メリニャック (1971-2000)の気候 | ボルドー・メリニャック (1971-2000)の気候 | ボルドー・メリニャック (1971-2000)の気候 | ボルドー・メリニャック (1971-2000)の気候 | ボルドー・メリニャック (1971-2000)の気候 | ボルドー・メリニャック (1971-2000)の気候 | ボルドー・メリニャック (1971-2000)の気候 | ボルドー・メリニャック (1971-2000)の気候 | ボルドー・メリニャック (1971-2000)の気候 |
| 月                                       | 1月                                      | 2月                                      | 3月                                      | 4月                                      | 5月                                      | 6月                                      | 7月                                      | 8月                                      | 9月                                      | 10月                                     | 11月                                     | 12月                                     | 年                                       |
| ---------------------------------------- | ---------------------------------------- | ---------------------------------------- | ---------------------------------------- | ---------------------------------------- | ---------------------------------------- | ---------------------------------------- | ---------------------------------------- | ---------------------------------------- | ---------------------------------------- | ---------------------------------------- | ---------------------------------------- | ---------------------------------------- | ---------------------------------------- |
| 平均最高気温 °C （°F）                   | 10.0 (50)                                | 11.7 (53.1)                              | 14.5 (58.1)                              | 16.5 (61.7)                              | 20.5 (68.9)                              | 23.5 (74.3)                              | 26.4 (79.5)                              | 26.6 (79.9)                              | 23.7 (74.7)                              | 18.8 (65.8)                              | 13.4 (56.1)                              | 10.7 (51.3)                              | 18.1 (64.6)                              |
| 日平均気温 °C （°F）                     | 6.4 (43.5)                               | 7.6 (45.7)                               | 9.6 (49.3)                               | 11.6 (52.9)                              | 15.4 (59.7)                              | 18.3 (64.9)                              | 20.8 (69.4)                              | 20.9 (69.6)                              | 18.1 (64.6)                              | 14.2 (57.6)                              | 9.4 (48.9)                               | 7.3 (45.1)                               | 13.3 (55.9)                              |
| 平均最低気温 °C （°F）                   | 2.8 (37)                                 | 3.4 (38.1)                               | 4.6 (40.3)                               | 6.6 (43.9)                               | 10.3 (50.5)                              | 13.0 (55.4)                              | 15.1 (59.2)                              | 15.2 (59.4)                              | 12.5 (54.5)                              | 9.5 (49.1)                               | 5.5 (41.9)                               | 3.8 (38.8)                               | 8.5 (47.3)                               |
| 降水量 mm （inch）                       | 92 (3.62)                                | 83 (3.27)                                | 70 (2.76)                                | 80 (3.15)                                | 84 (3.31)                                | 64 (2.52)                                | 55 (2.17)                                | 60 (2.36)                                | 90 (3.54)                                | 94 (3.7)                                 | 107 (4.21)                               | 107 (4.21)                               | 984.2 (38.748)                           |
| 平均月間日照時間                         | 107                                      | 114                                      | 180                                      | 177                                      | 222                                      | 225                                      | 243                                      | 243                                      | 183                                      | 134                                      | 91                                       | 72                                       | 1,992                                    |
| 出典：Météo France                       |                                          |                                          |                                          |                                          |                                          |                                          |                                          |                                          |                                          |                                          |                                          |                                          |                                          |

## 歴史

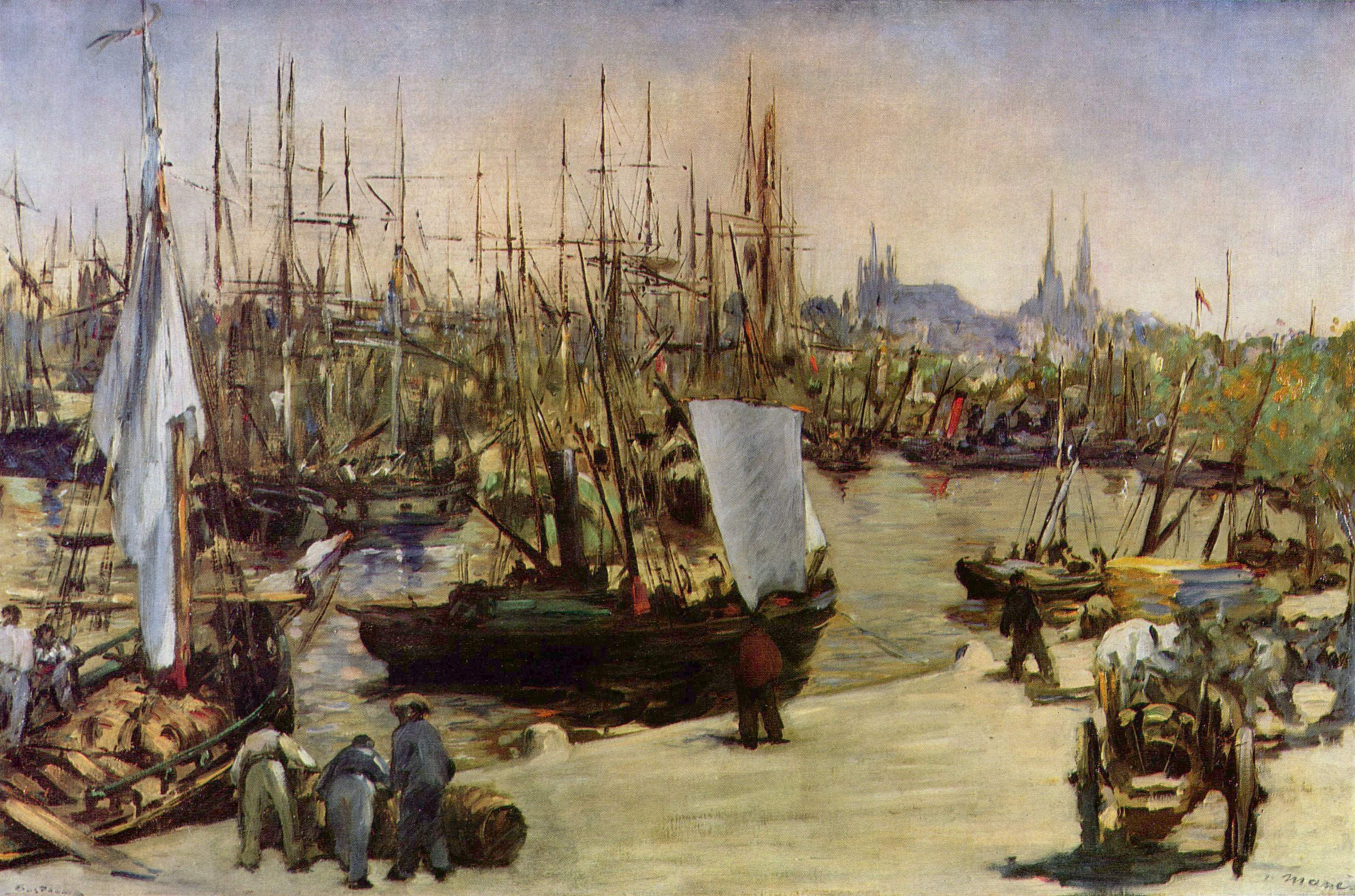
マネ作「ボルドーの港」（1871年）

紀元前6世紀に、マルセイユを通し南ガリアへぶどうがもたらされた（フェニキア・ギリシアの船乗りにより）。
ボルドーの町は紀元前300年にケルト系ガリア人によって創設され、ブルティガラと呼ばれた。
紀元前1世紀に古代ローマの支配下となり、主要な交易港およびワイン生産が盛んな商業地として栄えた。
4世紀には、アクイタニア・セクンダ属州の州都となり、大司教座がおかれた。5世紀にローマ帝国が崩壊した後にゲルマン民族の一派であるゴート人に支配された。732年にはイベリア半島から来たアブド・アル・ラフマーンのイスラム軍に占領されている。10世紀にはノルマン人のヴァイキングの侵略を受けた。
10世紀後半にポワトゥー伯家がアキテーヌ公となった。1154年、アキテーヌ女公エリアノールが、後のイングランド王となるヘンリー2世と結婚したため、イングランド王（プランタジネット家）がアキテーヌ公となり、アキテーヌ公爵領およびボルドーは12世紀から15世紀にかけてイングランドの支配下に入った（アンジュー帝国）。イングランドへのワインの輸出港として栄えた。
イングランドとフランスとの戦い（百年戦争）で、フランス王はアキテーヌ公爵領をイングランドから奪い、1453年10月19日にボルドーが陥落し、イングランドは撤退した。1475年、フランス王はイングランドとの交易を許した。しかし以前の繁栄は取り戻せなかった。ボルドーは1548年から1675年にかけてフランス王の支配に対して反逆した。
ボルドーは18世紀に西インド諸島との貿易で新たな黄金時代を迎える。
フランス革命時には、穏健共和派であるジロンド派の本拠地だった。
1871年、普仏戦争が敗勢に陥る中、ボルドーで国民議会が開催され、ボルドーにフランス政府が置かれた。この時に、ティエールが行政長官に選ばれた。
第一次世界大戦中にも、ドイツ軍がパリ近郊まで迫ったため、フランス政府が首都機能をトゥールを経てボルドーに遷された。
第二次世界大戦でも1940年6月11日以降、首都機能はトゥールを経てボルドーに再移転した。間もなくドイツ軍に占領された（政府はヴィシーに移転）。
1945年4月、連合軍の手によって解放された。当時、レジスタンス運動の指導者だったジャック・シャバン・デルマスが戦後の1947年から1995年まで長期に亘ってボルドー市長を務めた。
1995年から2004年までボルドー市長はアラン・ジュペが務めた。

## 交通

### 鉄道
1841年に、ボルドー - ラ・テスト鉄道により、ボルドー〜ラ・テスト＝ド＝ビュック間で開業した（ボルドーにおける鉄道の始まり）。この鉄道のボルドーの駅は、ボルドー＝セギュール駅だった（旧市街地の南西に接し、ガロンヌ川左岸（南岸））。
1852年、パリ・オルレアン鉄道により、ボルドー〜パリ間が鉄道で結ばれた（ボルドー〜アングレーム間を開通）。この鉄道のボルドーの駅は、ボルドー＝オルレアン(Bordeaux-Orléans)駅（ガロンヌ川右岸（北岸）バスティード地区）で、パリ、クレルモン＝フェラン、リヨンとを結ぶ列車の起終点となった。しかし旧市街地のボルドー＝セギュール駅との間はガロンヌ川で隔てられていた（したがって両駅間の通行はピエール橋を馬車で渡る必要があった）。
1853年、ボルドー - ラ・テスト鉄道はミディ鉄道(Compagnie des chemins de fer du Midi)に統合された。
1855年に、ミディ鉄道は起終点駅としてボルドー＝サン＝ジャン駅を作り（旧市街地より南東へ1km）、ボルドー＝セギュール駅は廃止された。

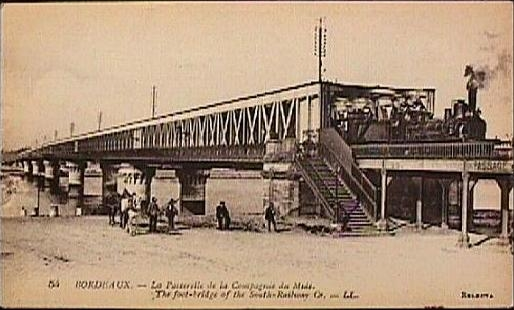
1900年頃のエッフェル橋

1860年に、ガロンヌ川を渡るエッフェル橋（２線）がギュスターヴ・エッフェルとポール・レニョー(Paul Régnauld)によって建設され、2つの鉄道会社の駅を鉄道で連絡した。
1898年、サン＝ジャン駅の現在の駅舎が建設された。パリ（モンパルナス駅）などと結ぶ列車も起終点駅となり、ボルドーの中央駅となった。
一方、オルレアン駅は起終点駅としての役割を失い、1934年の2会社の合併（パリ＝オルレアン鉄道とミディ鉄道）と1938年のフランス国鉄(SNCF)設立とは、オルレアン駅の終焉をもたらした。
1990年、モンパルナス駅（パリ）からボルドー駅（ボルドー＝サン＝ジャン駅）へTGVが乗り入れた。所要時間は最短で3時間。
2008年に、新たなガロンヌ川鉄道橋（４線）がそれまでのエッフェル鉄道橋に隣接して建設され、2線の供用が始まった。ボルドーの中央駅へ通行容量を増強した。
2017年に、LGV南ヨーロッパ大西洋線（TGV高速新線）が開業し、モンパルナス駅（パリ）からボルドー駅への所要時間は最短で2時間10分となった。

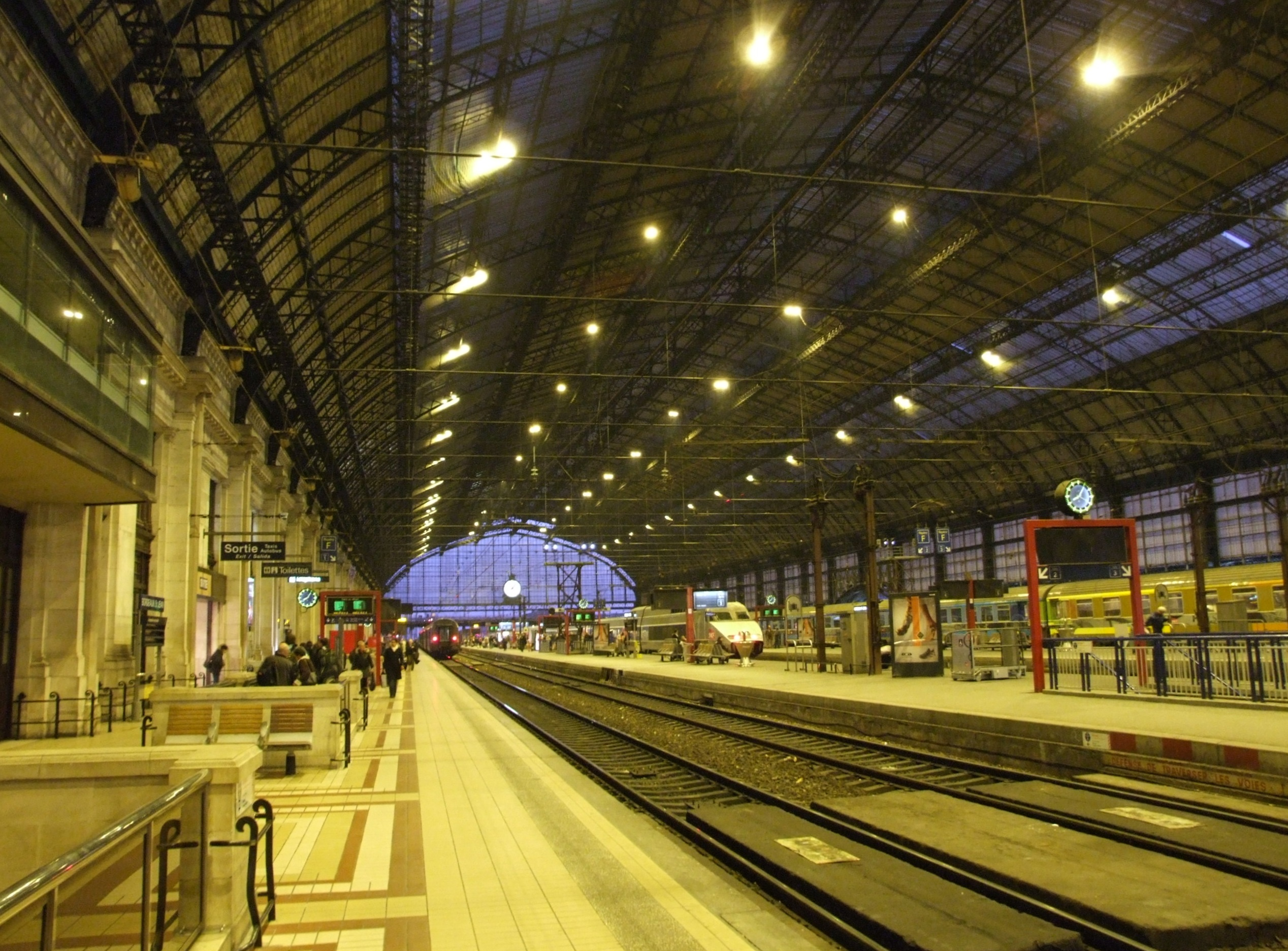
ボルドー＝サン＝ジャン駅

今日、ボルドー駅は、TGVによってモンパルナス駅（パリ）、シャルル・ド・ゴール空港第2TGV駅（パリ）、トゥールーズ、イルン、ダクス、アンダイエ、ポーと結ばれている。パリ〜スペイン間の鉄道の要所にもなっている。
またコライユ、TER、「ヴァンタドゥール」(Ventadour)の路線により、地域圏以外にも、ナント、ペリグー、モン＝ド＝マルサン、リモージュ、リヨン、クレルモン＝フェランとも結ばれている。
メドックへ向うTER路線へは、トラムC線がCracovie駅から分岐しBlanquefort駅まで乗り入れている（2016年12月17日開業、fr:Tram-train du Médoc）。

### 航空
ボルドー・メリニャック空港は市中心部から西へ約10km離れたメリニャックに位置する。2019年の旅客数は770万人だった。毎日140便以上がボルドーと世界60都市を結んでいる。
空港には、ロカード11b出口から自動車でアクセスできる。公共交通では、バス路線が空港と市内中心部とを結んでいる（サン＝ジャン駅直行シャトルバスJet'Bus、もしくはTBMのバス1系統）。トラムA線が市内中心部と結んでいる。

### 市内公共交通

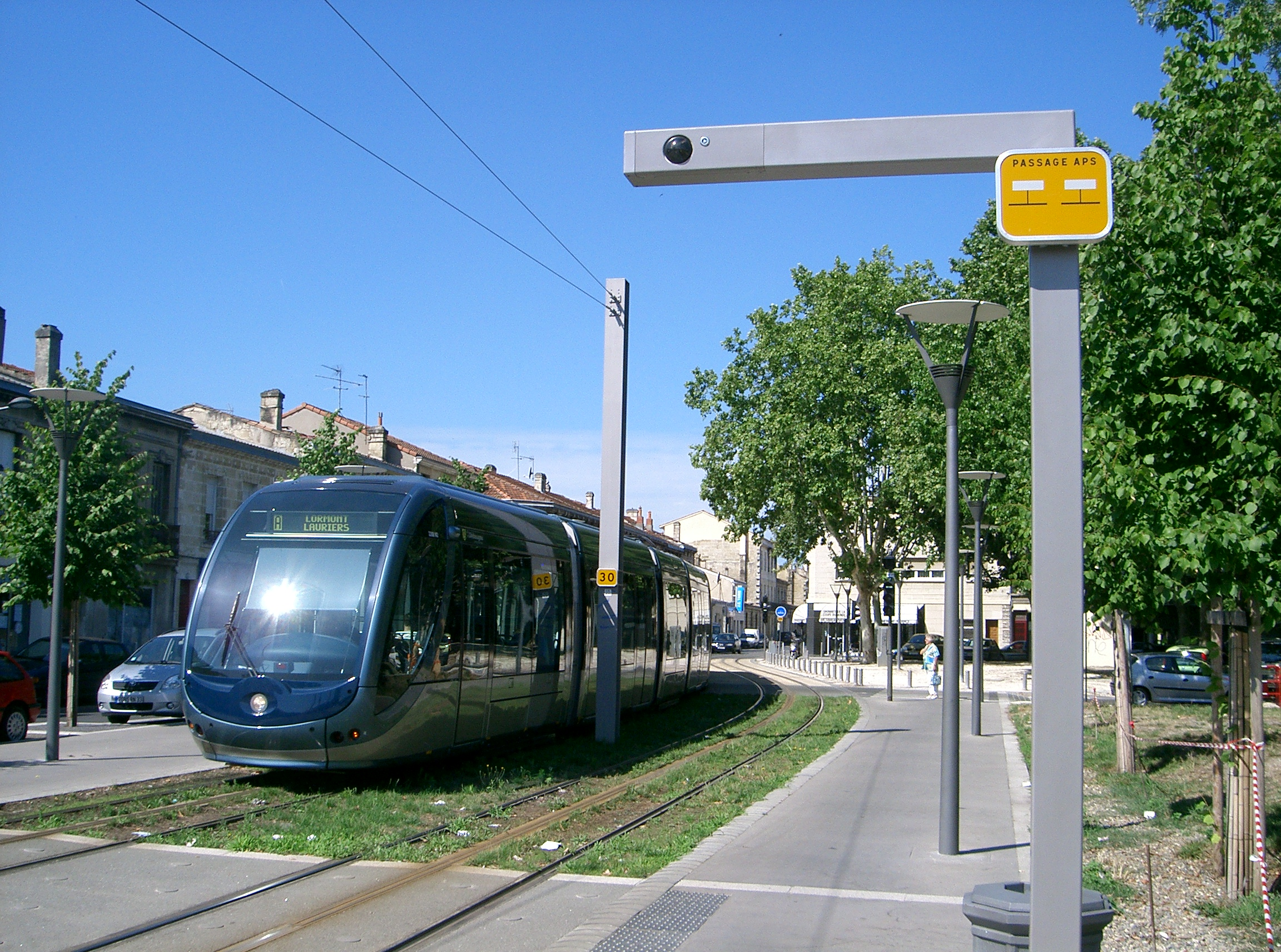
Tramway de Bordeaux

ボルドーとその都市圏（ボルドー都市共同体）の公共交通路線網は、Transports Bordeaux Métropole (TBM)が運営する。事業経営面は公共サービス委託契約によって、ケオリ・グループの企業であるケオリ・ボルドー(Keolis Bordeaux)により経営されている。
TBMの路線網は次の通り：
- トラム4路線（A線、B線、C線、D線）
- ボルドー及びその都市圏における定期路線バス65路線
  - Flexoサービス
  - Resagoサービス
- ButCUBサービス（船）

路線網はボルドー都市共同体内の27コミューン（基礎自治体）において、午前5時から翌午前1時まで運行している。
非接触型リチャージャブルIC乗車券（carte TBM）が導入されている。

#### トラム
A、B、C、Dの4路線がある。歴史的中心地区では、地表集電方式(APS)を採用し架線を張っていない。
A線は2003年12月21日にメリアデック(Mériadeck)とロルモン及びスノン(Cenon)の間で開業した。C線は2004年4月24日にカンコンス(Quinconces)とサン＝ジャン駅(gare Saint-Jean)の間で開業した。B線は同年5月15日にカンコンスとサン＝ニコラ(Saint-Nicolas)間に開業した。D線（北西のCantinolleへ延びる）は2019年に開業した。
また開業済路線の末端部から放射状の延長が行われ、ロカードの外側へ達している。
- A線の分岐延長はボルドー・メリニャック空港駅まで2023年4月29日に開業。

### 道路

Rocade de Bordeaux (A630)

ボルドーはヨーロッパ大西洋側の道路交通の要所であり、パリおよび北ヨーロッパから、スペイン大西洋岸へ行くためには通らなければならない経路にある。ボルドーからパリへはオートルート A10を通じて、ペリグー、リモージュ、ブリーヴ、クレルモン＝フェランへはオートルート A89を通じて、トゥールーズへはオートルート A62を通じて、モン＝ド＝マルサン、ポーへはオートルート A65（A62から分岐）を通じて、バイヨンヌやスペインへはオートルート A63を通じて、それぞれ結ばれている。
ボルドーは45kmに亘る自動車専用環状道路を備えている（オートルート A630、ロカード(Rocade)と呼ばれている）。フランスの都市環状道路としてはパリと並び最長のもので、他都市へ向かうオートルートにつながっている。夏季、バカンス、通勤時間帯には頻繁に渋滞する。西側区間では片側2車線、東側区間では片側3車線となっている。現在、西側区間の一部（A63と10番出口の間）で片側3車線化の再整備が行われており、長期的には全区間において片側3車線化が計画されている。約30の可変案内標識が、ドライバーに対して、都市圏内で問題が発生している箇所とは異なる経路や、交通障害や事故の発生が想定される箇所を避ける経路を案内している。また、料金所は一箇所も存在しない。最高速度は90km/h（2007年6月21日午前6時以降、それ以前は110km/h）、重量車両は80km/hである。
市内中心からロカードへつながる自動車専用放射道は、サン・クロワ通り付近から南へ伸びる A631 が唯一である。
中心市街地はブールバールによって囲まれている。中心市街地では、自動車無しの日「ボルドーの日曜日(« Dimanche à Bordeaux »)」が毎月第一日曜日に行なわれている。

### ガロンヌ川渡河
ガロンヌ川には長い間、橋が架かっておらず、ボルドーの市民は、敵に対する自然の防御とみなしていた。
- 1821年のピエール橋(pont de pierre)が初の架橋となった。
- 1860年にエッフェル鉄道橋(fr:passerelle Eiffel)が開通した。
- 1965年にサン＝ジャン橋が開通した。
- 1967年にアキテーヌ橋(fr:pont d'Aquitaine)が開通し、市中心の北で環状道路（ロカード）が通り、ロルモン(fr:Lormont)と結んだ。
- 1993年にフランソワ・ミッテラン橋(fr:Pont François-Mitterrand (Bordeaux))が開通し[24]、環状道路（ロカード）の一周が完成した。
- 2008年に新しい鉄道橋が建設され老朽化したエッフェル橋に取って代わった。しかし、エッフェル橋はその建築上及び歴史上の価値から保存されることとなった[25]。
- 2013年にfr:Pont Jacques-Chaban-Delmas 橋が開通し、シャルトロン地区とスノン地区とが結ばれた。

ピエール橋の車道部は、自転車・バス専用となっており、一般の自動車は通行できない。

### 自転車
2001年6月、市長は4500台以上の自転車を無償で配置した。
レンタサイクルシステムは2010年2月20日よりボルドー都市共同体により運営されている。VCUBは合計1545台の自転車がボルドー市内において300m間隔で配置されている99箇所を含めた、合計139箇所のステーションに配置されている。

## 人口
| 1962年  | 1968年  | 1975年  | 1982年  | 1990年  | 1999年  | 2006年  | 2012年  |
| ------- | ------- | ------- | ------- | ------- | ------- | ------- | ------- |
| 249 688 | 266 662 | 223 131 | 208 159 | 210 336 | 215 363 | 232 260 | 241 287 |

source=1999年までLdh/EHESS/Cassini、2004年以降INSEE

## 観光

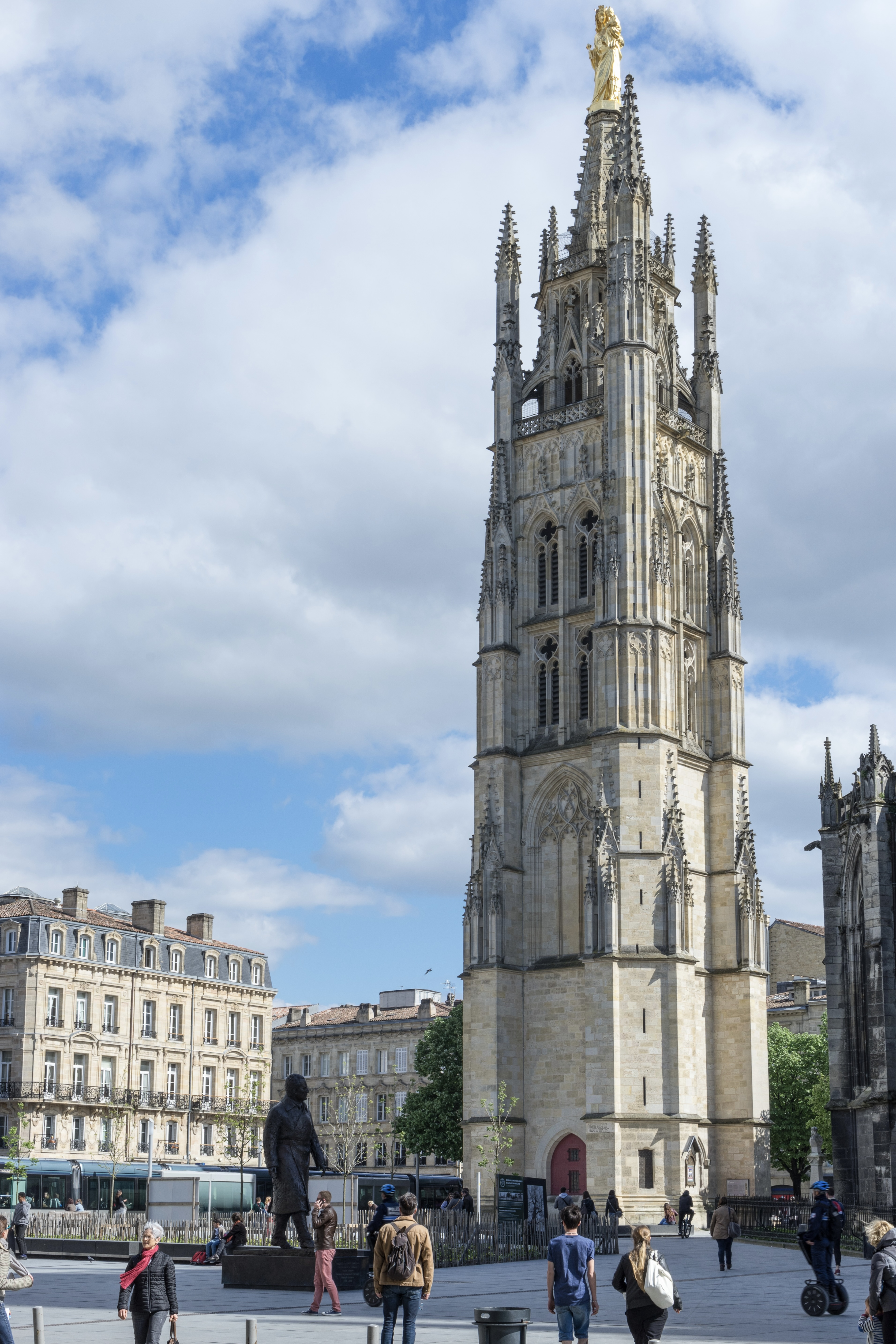
ペイ・ベルラン塔（サン・タンドレ大聖堂）

3ヶ所がフランスのサンティアゴ・デ・コンポステーラの巡礼路のモニュメントとして1998年に世界遺産に登録されている。
- サン・タンドレ大聖堂
- サン・スラン大寺院
- サン・ミッシェル大寺院

また、市内の歴史地区が「月の港ボルドー」の名で、2007年に世界遺産に登録された。
旧市街地をサント＝カトリーヌ通り（Rue Sainte-Catherine）が南北に貫き、歩行者空間となっている。

## 文化施設

### 博物館・美術館
- ボルドー美術館
- アキテーヌ博物館
- シテ・デュ・ヴァン(ワイン博物館)（英語版）
- バッサン・ド・リュミエール（デジタルアートセンター）（フランス語版）

### 劇場
- 大劇場

## 教育
1441年に開学したボルドー大学を始め、ボルドー政治学院などグランゼコールなどの高等教育機関が多く、国立司法学院も置かれている。町全体の学生数は7万人で、ヨーロッパ最大の学生街となっている。

## スポーツ
- FCジロンダン・ボルドーが地元住民の人気を集めている。
- ラグビーユニオンクラブのユニオン・ボルドー・ベグルは国内最高峰のトップ14に所属している。

## 姉妹都市・提携都市
| - ブリストル イギリス 1947年 - リマ ペルー 1957年 - ケベック・シティー カナダ 1962年 - ミュンヘン ドイツ 1964年 - ロサンゼルス アメリカ合衆国 1968年 | - ポルト ポルトガル 1978年 - 福岡 日本 1982年 - マドリード スペイン 1984年 - アシュドッド イスラエル 1984年 - カサブランカ モロッコ 1988年 | - 武漢 中華人民共和国 1998年 - ラマッラー パレスチナ - リガ ラトビア - クラクフ ポーランド - サンクトペテルブルク ロシア |

## 出身有名人
- ジャン・アヌイ - 劇作家
- ジャック・エリュール - 哲学者・神学者
- ルネ・クレマン - 映画監督
- ジェルメーヌ・セリエ（フランス語版、英語版） - 調香師。第二次世界大戦後、パリ6区モンパルナス大通りや8区ボカドー通り等に居住
- ダニエル・ダリュー - 女優
- ミシェル・ド・モンテーニュ - 哲学者
- シャルル・ド・モンテスキュー - 哲学者、啓蒙思想家
- フランソワ・モーリアック - 作家
- リチャード2世 - イングランド王
- ピエール・ロード - ヴァイオリニスト